# Le Gaffeur
Pour plus de détails, voir Fiche technique et Distribution.
Le Gaffeur est une comédie française réalisée par Serge Pénard en 1985 et sortie le 4 septembre 1985.

## Synopsis
En Normandie, dans le canton de Bacqueville-en-Caux, Jean-Paul, repris de justice et fils illégitime du curé de Luneray Gabriel Duchemin, sème le désordre : séducteur incorrigible, il conquiert tour à tour la femme du brigadier, Jeanine, la fille du pasteur mais essaye de se ranger, mais ses anciens acolytes, une bande de motards (Les Hurons) ne veulent pas le laisser en paix…

## Fiche technique
- Réalisation : Serge Pénard[2]
- Scénario et dialogues : Serge Pénard
- Musique : Vladimir Cosma
- Producteur délégué : Jean-Jacques Fourgeaud
- Directeur de la photographie : Jean-Claude Rivière
- Ingénieur du son : Alain Contrault
- Durée : 90 minutes
- Genre : comédie
- Date de sortie : France : 4 septembre 1985
- Affiche : Jean Mascii (France)

## Distribution
(Sauf indication contraire, les informations mentionnées sont issues de la base de données IMDb).
- Jean Lefebvre : Gabriel Duchemin ;
- Jean Roucas : Jean-Paul ;
- Denise Grey : La mère de Gabriel ;
- Julie Arnold : Lucienne jeune ;
- Claude Gensac : Lucienne ;
- Marie Bunel : Madeleine ;
- Stéphane Collaro : Le présentateur télé[4] ;
- François Dyrek : Marcel Dugrand ;
- Éric Civanyan : Antoine ;
- Jean Avenel : Un gendarme ;
- Rebecca Potok : Germy ;
- Bruno Balp : Eugène ;
- Chezoo (ou Chezod)[4] : Pat[5] ;
- José Da Silva[6] ;
- Jean Dunel[7] ;
- Kathy Kriegel : Jeanine[8] ;
- Alain Lionel : Le pasteur ;
- Jean Louvel[9] ;
- David Penava : Freddy[10] ;
- Jean-Claude Poirot[11].